# Parque de María Luisa

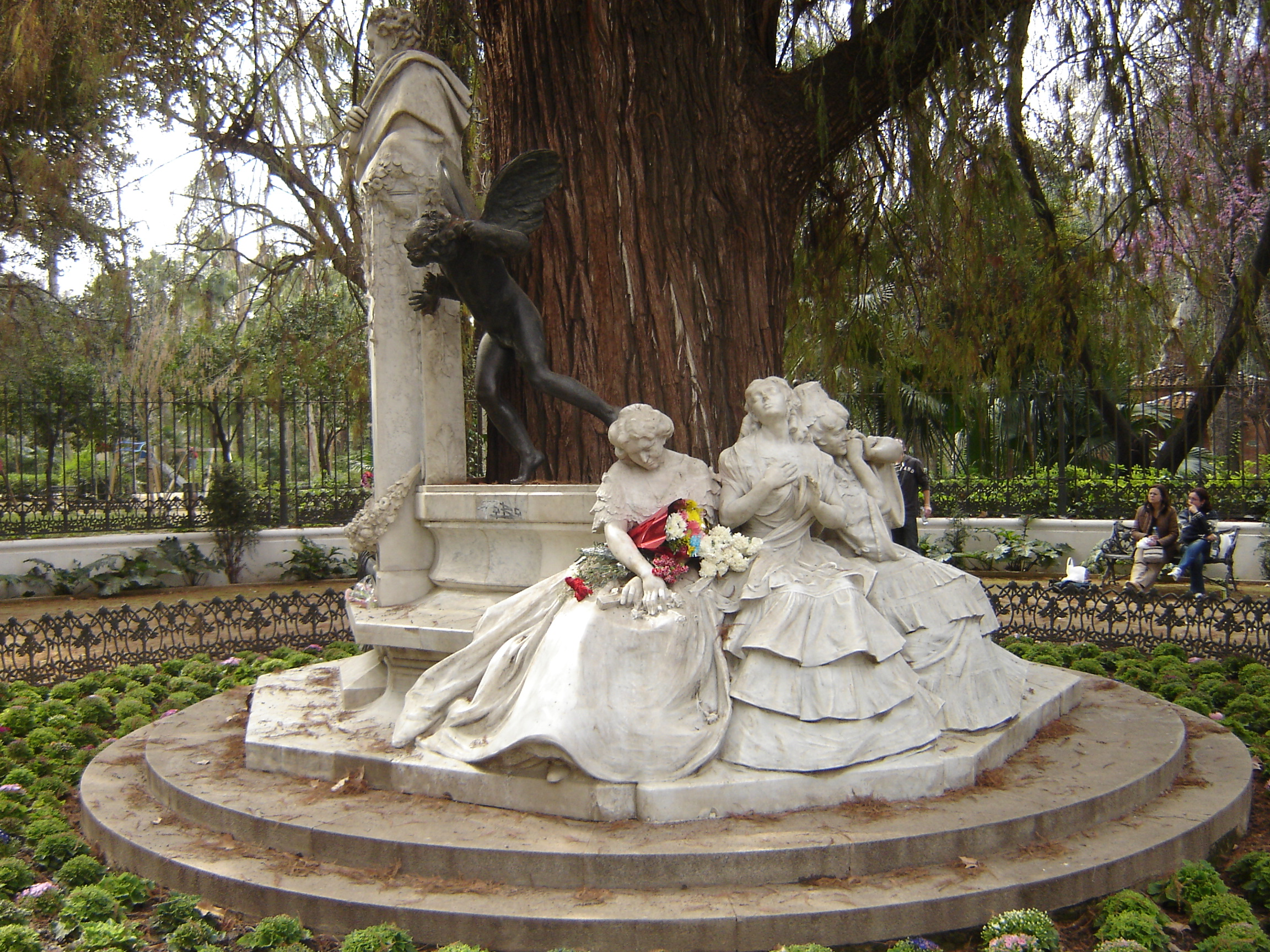
Glorieta de Bécquer

El parque de María Luisa es el primer parque urbano de Sevilla (Andalucía, España) y uno de sus pulmones verdes. En 1983 fue declarado Bien de Interés Cultural en la categoría de Jardín Histórico. Se inauguró el 18 de abril de 1914 como parque urbano Infanta María Luisa Fernanda.
Estos espacios, que en principio formaban parte de los jardines privados del palacio de San Telmo, fueron donados en 1893 por la infanta María Luisa Fernanda de Borbón, esposa del duque de Montpensier, a la ciudad. Las plazas de España y de América, construidas para la Exposición Iberoamericana de 1929, están integradas en el parque como en un jardín público y constituyen uno de los principales atractivos.

## Historia
En 1848, el duque de Montpensier Antonio de Orleans y su esposa, la infanta María Luisa Fernanda de Borbón, establecieron su residencia en Sevilla y adquirieron en 1850 el palacio de San Telmo. Para acondicionarlas para sus jardines compraron dos fincas la Isabela y la de San Diego, esta última contenía los restos del antiguo convento franciscano de San Diego. Los duques escogieron al jardinero francés André Lecolant para el diseño de los jardines de su palacio. 
El terreno se encajaba en un recinto acotado entre el antiguo camino de Dos Hermanas, junto al Prado de San Sebastián, y de los paseos del río y de las Delicias; quedando limitada al norte por los jardines de Cristina y al sur por los huertos de la Mariana. De esta etapa data el kiosco de la Isleta de los Pájaros (hoy conocido como pabellón de Alfonso XII).
El 19 de junio de 1893, María Luisa, ya viuda, cedió a la ciudad una parte importante de los jardines de San Telmo.
Hasta 1910 no se realizaron grandes obras en esta área. Solo es destacable la construcción en 1893 del Costurero de la Reina, obra del arquitecto Juan Talavera y de la Vega, y de un invernadero con una estructura metálica.
En 1909 se planeó realizar en el sur de la ciudad una exposición iberoamericana, que tuvo lugar en 1929. El parque estuvo inserto en el recinto. En enero de 1911, el Comité Ejecutivo de la exposición inició los trámites para la reforma del parque para el evento, eligiéndose a Aníbal González como director de la arquitectura de la muestra y a Jean-Claude Nicolas Forestier, paisajista francés que ejercía como conservador del Bosque de Boulogne de París, para las obras de jardinería. 
Forestier realizó cuatro proyectos en Andalucía: el parque de María Luisa, el jardín del Colegio Mayor de Santa María del Buen Aire en Castilleja de Guzmán, el jardín del palacio de Moratalla de Hornachuelos y los jardines del palacio del Rey Moro de Ronda.
El arquitecto francés transformó lo que eran unos jardines palaciegos, ya dotados de algunas estructuras decorativas, en un remozado parque público con más espacios monumentales y de esparcimiento. Forestier no impuso el clasicismo francés en su trabajo y adaptó su obra al clima y al paisaje de la ciudad. De sus viajes por el país, reflejó en el parque influencias de la Alhambra de Granada, del Generalife, del parque del Retiro madrileño y, dentro de la propia ciudad, del Alcázar de Sevilla y de algunas casas nobles sevillanas, manteniendo el respeto de la arboleda ya existente.
Forestier trabajó con las grandes masas arboladas creando varios ejes sobre los que articularía las rotondas. En un eje principal situaría la fuente de los Leones, la de las Ranas y el estanque de los Lotos. Luego crearía dos ejes, las avenidas de Hernán Cortés y de Pizarro, cruzadas por varias vías y caminos transversales, a los que se añadieron glorietas. El aire sevillano se obtuvo mediante el uso de los azulejos y el agua, que se convirtió en un elemento muy presente para aumentar la frescura del entorno.
Las obras más importantes se acometieron de 1912 a 1922, aunque ya desde el 18 de abril de 1914 los sevillanos pudieron acceder al parque, coincidiendo con la feria de ese año.
Para la Exposición Iberoamericana se realizaron obras en la plaza de América desde la década de 1910, para poder construir el pabellón de Bellas Artes (actual Museo Arqueológico), el pabellón Mudéjar (actual Museo de Artes y Costumbres) y el pabellón Real (actualmente oficinas municipales). En 1914 se inició la construcción de la plaza de España, en otra zona más al norte, junto al mismo parque.
En 1915, Forestier diseñó su proyecto para la ampliación del parque en los terrenos colindantes a la plaza de España. Hasta la inauguración de la exposición de 1929 se fueron construyendo también distintas glorietas con rememoranzas literarias y culturales. 
Entre 1931 y 1972 se añadieron al parque algunas glorietas y monumentos. En 1956 se hizo una importante renovación de la vegetación del parque, sustituyendo las plantas que estaban más deterioradas por otras iguales.

## Características

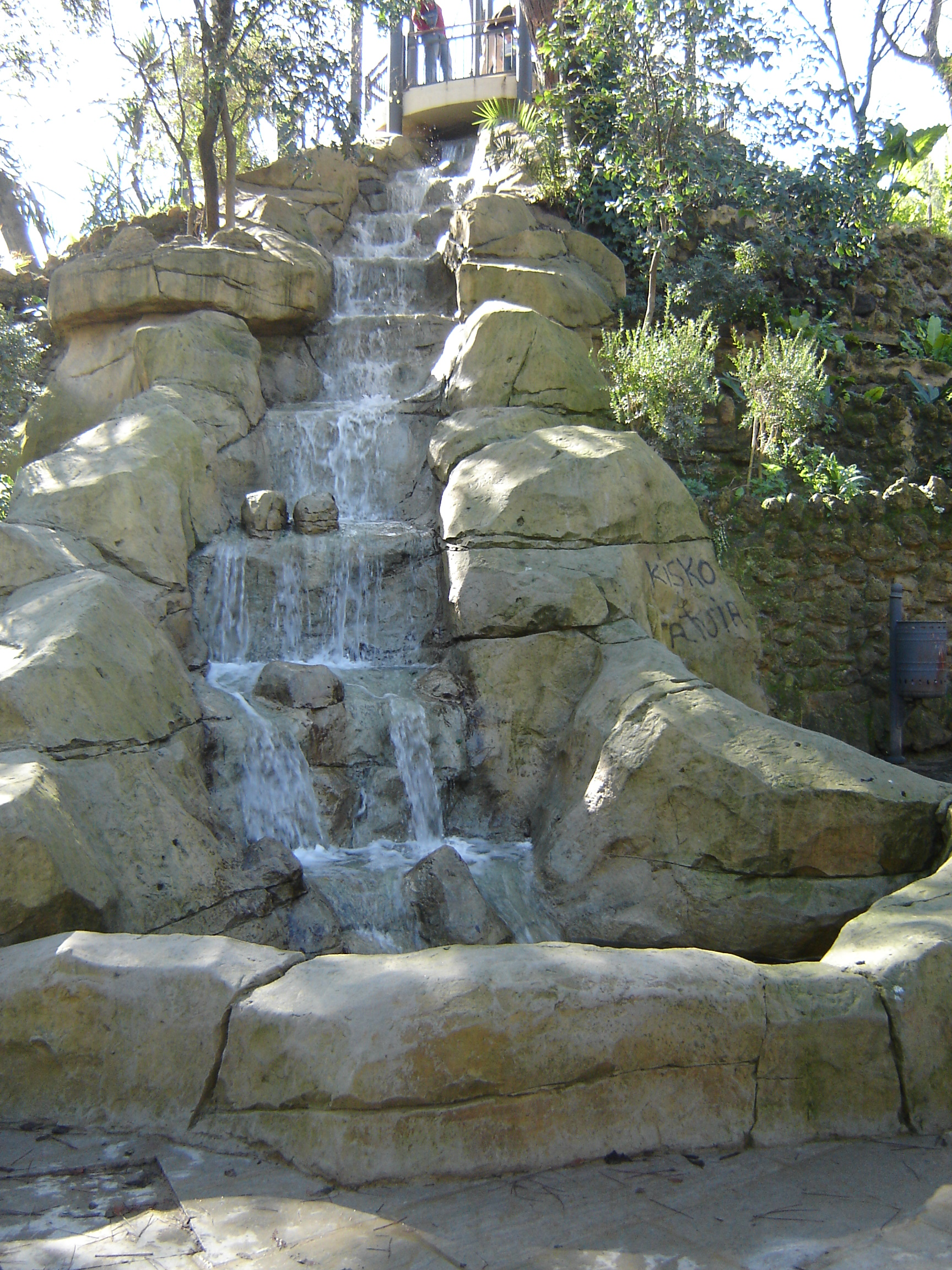
Monte Gurugú

El parque tiene una extensión de 34 hectáreas, goza de una extensa variedad vegetal, muy frondosa en muchos puntos, diáfana en otros, con algunas zonas extensas de hierba.
El parque, tal como se puede contemplar actualmente, es bastante similar al de la Exposición de 1929. Forestier creó un eje central en el parque que comprendía el monte Gurugú y el estanque de los patos, que eran los dos elementos más importantes ya existentes antes de su intervención. A este eje se incorporaron la fuente de los Leones y el estanque de los Lotos, además se añadieron las avenidas de Pizarro y la de Hernán Cortes, que corren paralelas a este eje y otra de forma perpendicular, para poder facilitar la circulación de carruajes. Se mantuvieron el arbolado prexistente y los senderos secundarios. El parque se configura así con una estructura formada por una combinación de jardines menores de carácter autónomo, organizados en torno a estanques, fuentes, monumentos y pabellones, que permitiría intervenciones posteriores, de carácter parcial, sin alterar el conjunto. De esta manera aparecieron las glorietas que vinieron a constituir espacios que comparten un ámbito público del parque y a la vez íntimo que refleja los patios de las casas andaluzas, utilizando para su diseño elementos decorativos propios y representativos de la historia regional y local.
También contiene gran variedad de especies avícolas, entre las que se pueden destacar los pavos reales y pájaros cantores, cisnes y patos que esperan a veces ser alimentados por los paseantes con pan o granos de los que se venden en lugares como la plaza de América.
En la zona norte se encuentra la plaza de España, que, desde 1992, cuenta con el Museo Histórico Militar.
En la parte sur se halla la plaza de América con el Museo de Artes y Costumbres Populares y el Museo Arqueológico. En esta plaza se reúnen gran cantidad de palomas y por esta razón al parque en general también se le conoce por el sobrenombre de "parque de las Palomas".

## Glorietas y otros espacios

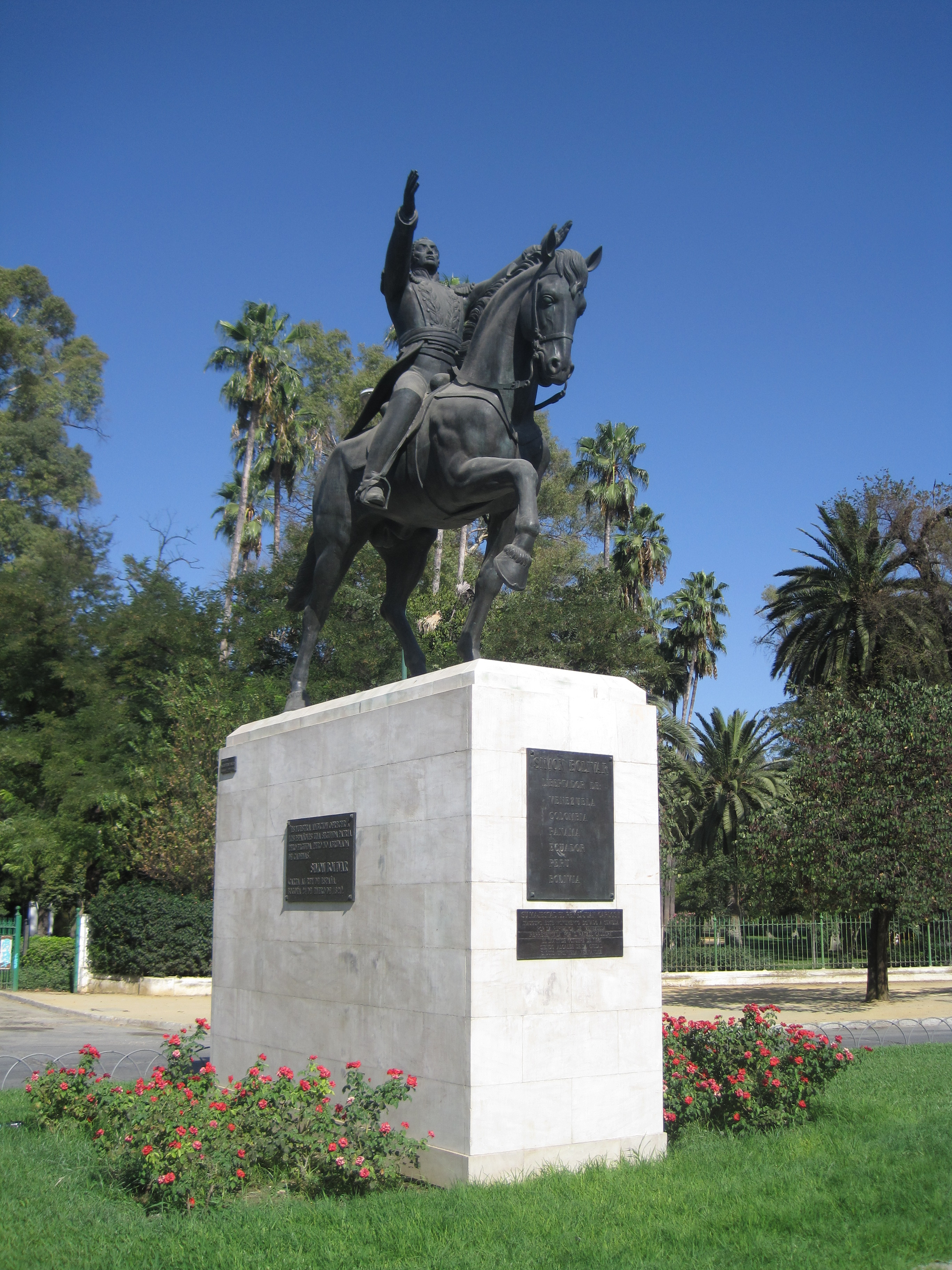
Estatua ecuestre de Simón Bolívar, donada por el Gobierno de Venezuela. Obra de Emilio Laíz Campos en 1981

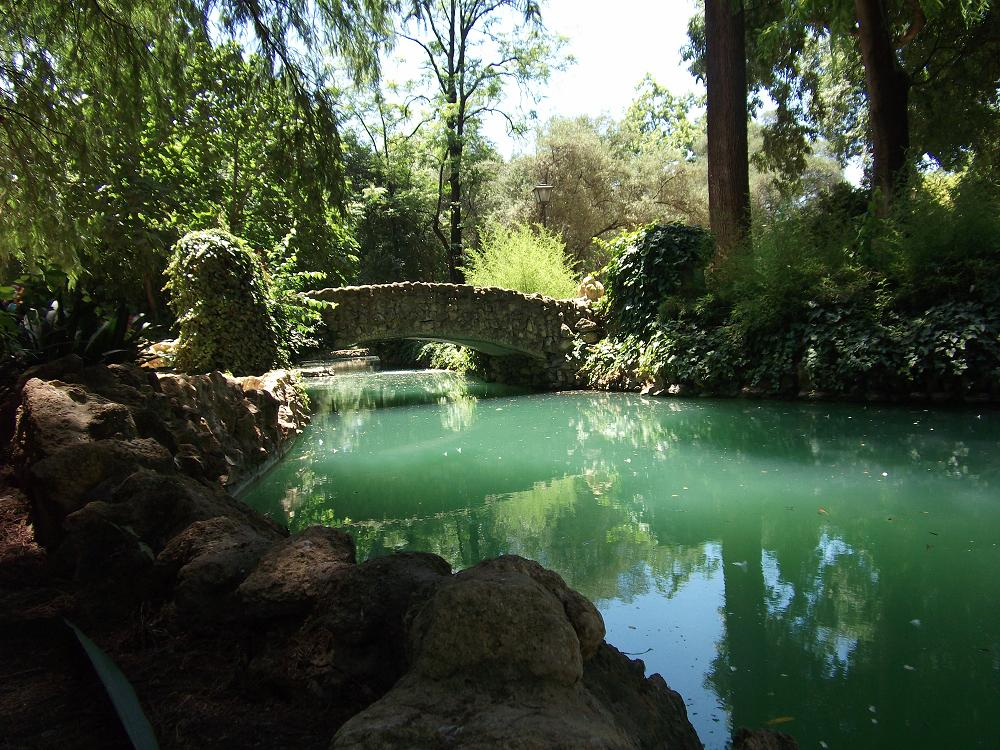
Isleta de los Pájaros

Plano del parque

### Área de la plaza de España
- Plaza de España (1929)
- Glorieta de Aníbal González (2011)
- Glorieta de Goya
- Monumento a La Raza (1929)[17]

### Recorrido entre la glorieta de San Diego y la avenida Don Pelayo
- Glorieta de San Diego (1929)[18]
- Glorieta de Bécquer (1911)[19]
- Glorieta de Luis Montoto (1959, con añadidos de 1967)[20]
- Glorieta de Luca de Tena (1954)[21][22]
- Glorieta de Concha Piquer (1993)
- Glorieta de Rafael de León (1980)
- Glorieta de Dante Alighieri (1969)[23]
- Glorieta Hermanos Álvarez Quintero (1927)[24]
- Glorieta de los Toreros (1929)
- Glorieta de los Hermanos Machado (1931)[25]

### Zona de laplaza de América
Está situada en la zona sur del parque. Tres edificios principales componen la zona, que fueron proyectados por el arquitecto Aníbal González entre 1913 y 1916 para la futura Exposición Iberoamericana de 1929, con estilos arquitectónicos distintos.
- Pabellón Real (1916)[26]
- Glorieta de Cervantes (1916)[27]
- Glorieta de Rodríguez Marín (1916)[27]
- Museo de Artes y Costumbres Populares (1914): Concebido como Pabellón Mudéjar, se transforma en 1971 en museo etnográfico.[26]
- Museo Arqueológico (1919): Concebido como pabellón para las obras de arte con el nombre de pabellón Renacimiento, fue destinado en 1941 a museo arqueológico.[26]
- Fuentes de las Palomas (1964)[28]
- Glorieta de la Mesa Mural
- Glorieta del Reloj
- Glorieta Virgen de los Reyes (construida en 1921,[29] desmontada en la década de 1940 y reconstruida en 2014[30])

### Área entre avenida de Hernán Cortés y la avenida de Pizarro
- Glorieta Gabriela Ortega Gómez
- Glorieta de los Lotos
- Monumento a la Infanta María Luisa (1929 en piedra, 1972 en bronce)[31]
- Isleta de los Pájaros
- Glorieta de Juanita Reina (1994)
- Glorieta José María Izquierdo (1925)[32]
- Fuente de las Ranas (1914)[33]
- Jardín de los Leones (1913 y 1957)[34]
- Monte Gurugú

### Glorietas entre la avenida de Pizarro y el paseo de la Delicias
- Glorieta Azul
- Glorieta de Ofelia Nieto (1935)[35]
- Glorieta de la Concha (1913)[36]
- Glorieta de Doña Sol (1959)[37]
- Glorieta de Más y Prat (1924)[38]
- Glorieta Mario Méndez Bejarano

### Avenida de Covadonga
- Pabellón de la Compañía Telefónica
- Glorieta de Covadonga (1919)[39]
- Pabellón Domecq

## Flora

Parque de María Luisa. Itinerario botánico

Entre los árboles más sobresalientes destacan:
- Ciprés de los pantanos (Taxodium distichum), en la glorieta de Becquer y que fue plantado hacia 1850.[40]
- Araucaria bidwillii, situada en el entorno de la glorieta de los Hermanos Machado. Se trata del único ejemplar existente en la ciudad de Sevilla.[41]

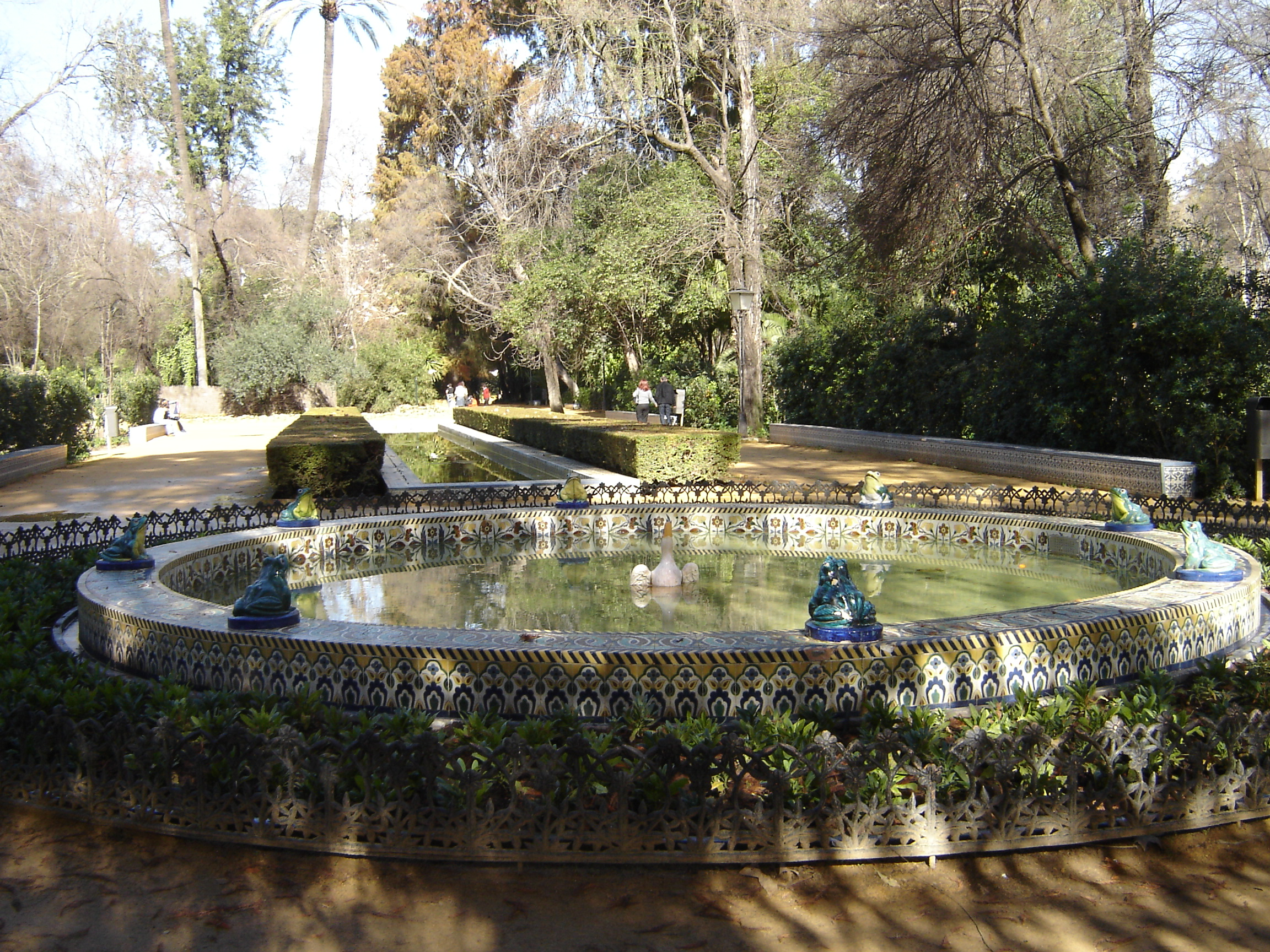
Fuente de las Ranas
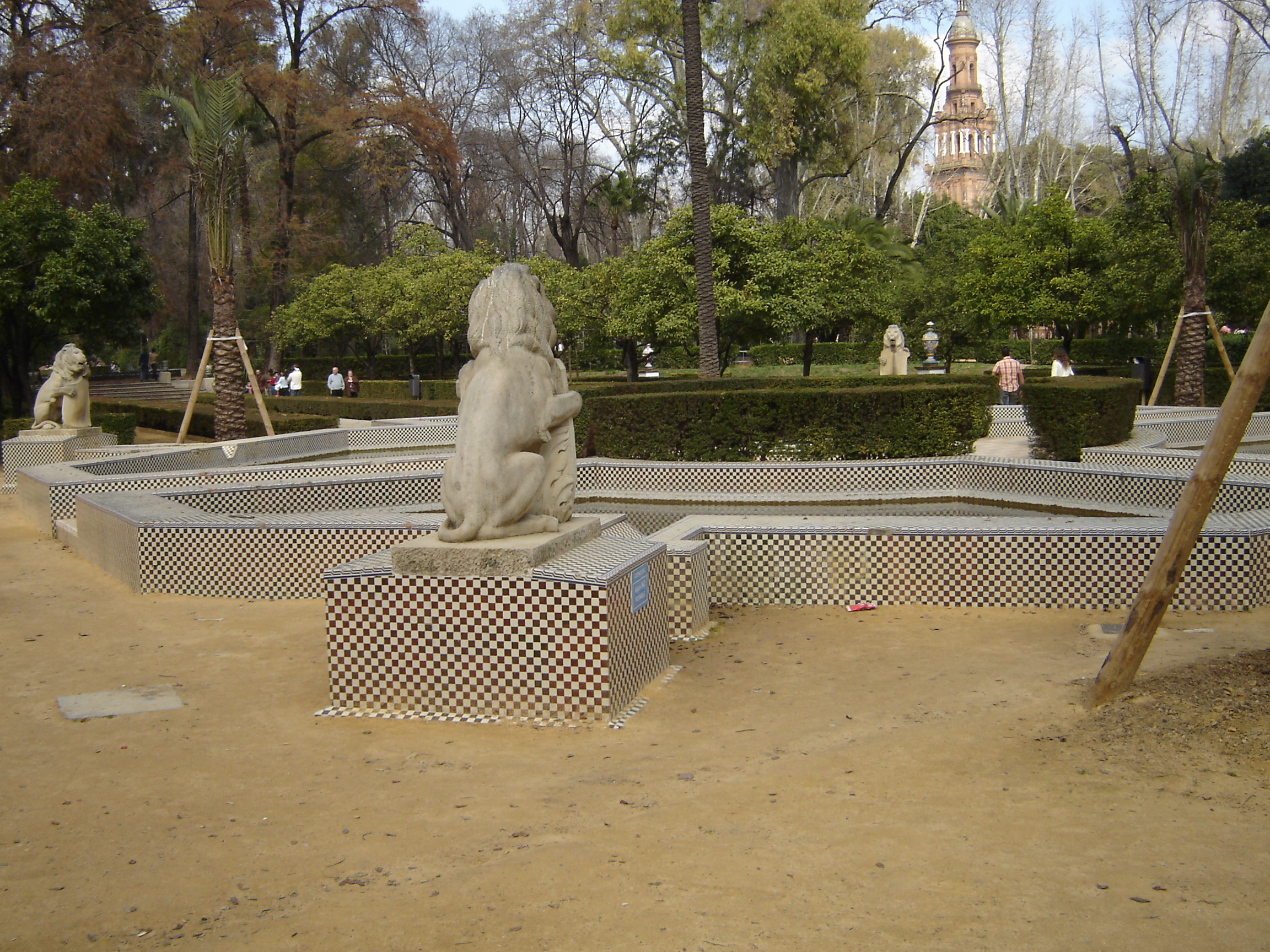
Jardín de los Leones
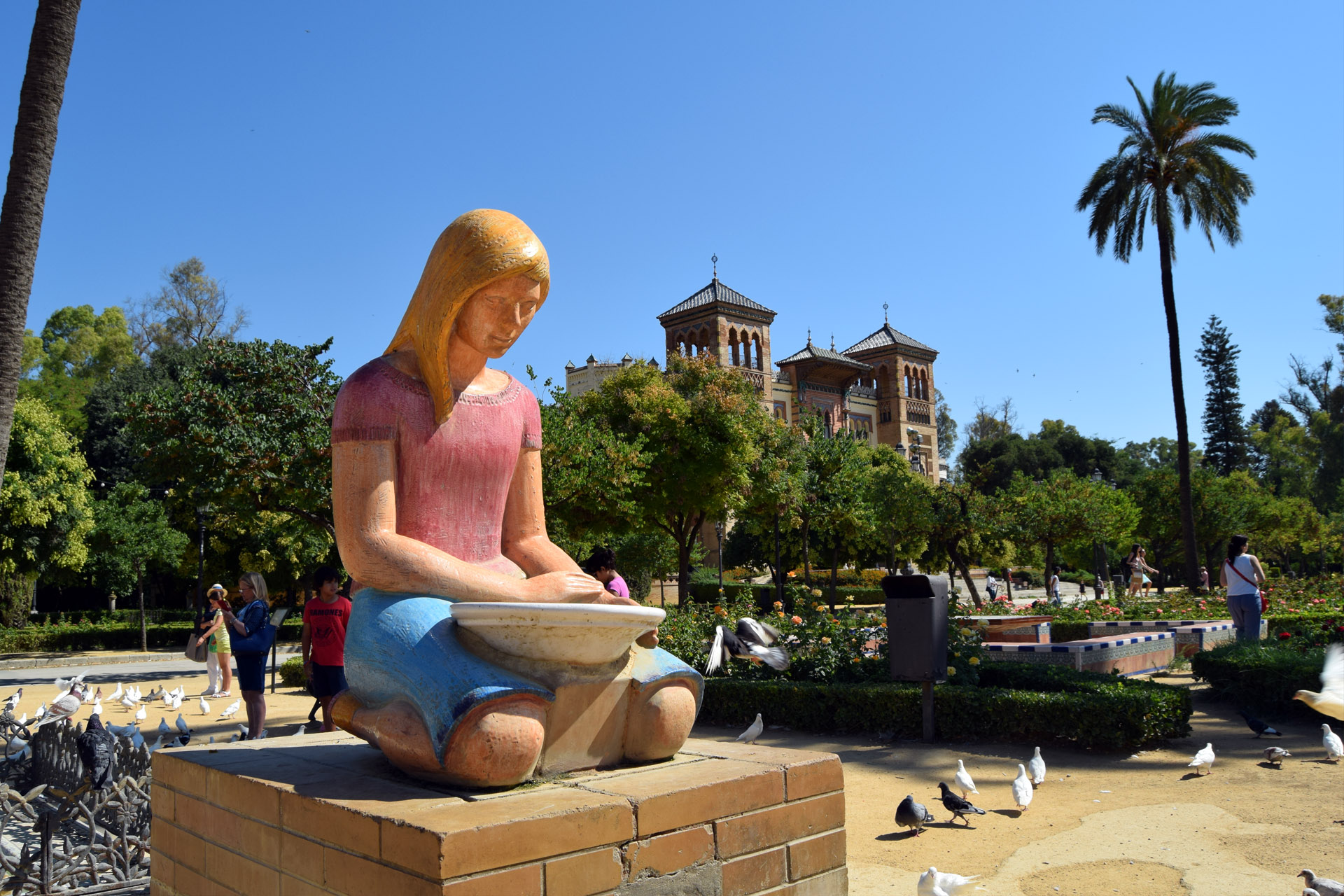
Fuente en Plaza de América
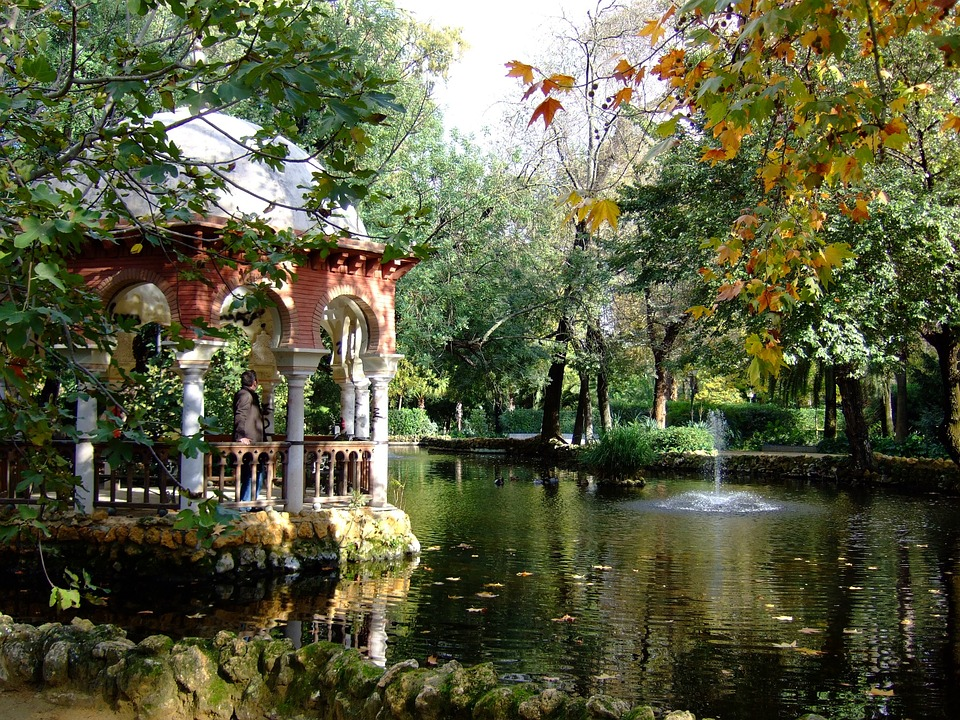
Bella toma del Parque María Luisa